# ミスカワイヒ
ミスカワイヒ（アラビア語: مسکویه, ラテン文字転写: Miskawayh, 932年頃生? – 1030年2月16日歿?）はブワイフ朝の官僚で、行政文書の保管や財務を担当する役所に勤めたペルシア人（#生涯）。歴史や哲学に関する著作がある（#著作）。その主著 Tahḏīb al-ʿAḵlāq （以下、本項では『倫理論』と呼ぶ）は応用倫理学や人格陶冶に関する書物であり、イスラーム思想の中で倫理学に関する最古の論文である。『倫理論』においてミスカワイヒは、個人の倫理を公的社会から切り離し、理性は欺瞞や誘惑とは異なることを説いた。

## 名前
歴史学者のヤークート（1229年歿）は本項目の人物の名前を "مِسْکَوَیهْ"（ラテン・アルファベット転写: Miskawayh / カタカナでの読みの例: ミスカワイヒあるいはミスカワイフ）としている。ヤークートによると「ミスカワイヒ」は「マズダ教あるいはゾロアスター教から改宗したペルシア人ムスリム」であり、「ヒジュラ暦421年サファル月9日（西暦1030年2月16日に相当）に100歳で亡くなった」という。しかしながらボスワースによると、これらの情報はいずれも正確でない可能性が高い。
まず「本人が改宗者であったのか」という点に関しては、父系のイスムを連ねた名前から、少なくとも父親かそれより前の世代でイスラームに改宗していることが示唆される。「ミスカワイヒ」のイスムは「アフマド」であり、クンヤと父系のイスムを連ねた名前は「アブー・アリー・アフマド・イブン・ムハンマド・イブン・ヤアクーブ, ʿAbū ʿAlī ʿAḥmad b. Muḥammad b. Yaʿqūb」という（「ムハンマド」「ヤアクーブ」はいずれもムスリムの名前）。
次に「『ミスカワイヒ』があだ名であるのか」という点に関して、ヤークート以外の史料では「ミスカワイヒ」の前に「イブン」をつけてナサブのかたちで呼んでいる資料が複数種類あることから、本来は「イブン・ミスカワイヒ」と呼ばれるのが正しいようである。さらに言えば、イラン的な名前である مسکویه は、中期ペルシア語の呼称形であるミスコーイェ Miskōye かムシュコーイェ Muškōye をアラビア文字で表記したものである。なお、コルバン/黒田/柏木(1974)は「イブン・マスクーイェ」と表記する。
本項の以下の記述では、ヤークートの知名度を考慮して、便宜的に「ミスカワイヒ」と呼ぶこととする。

## 生涯
現代の歴史学者が入手可能なミスカワイヒの伝記的情報は少ない。生まれた時と場所に関して、近代イランの伝記作家ハーンサーリーは、ヒジュラ暦326年（西暦932年ごろ）ズィヤール朝治下のライイに生まれたと推測している。ミスカワイヒはヒジュラ暦340年（西暦952年）にブワイフ朝イラク政権の宰相ムハッラビーに気に入られ、宮廷にナディーム（御伽衆）として迎え入れられた。この時点までに、おそらくはジバール地方（イラン高原北西部の山がちなエリア。古代王国メディアがあったあたり。）で育ち、書記としての技能を身に着けていた。
ミスカワイヒは952年から12年間、ブワイフ家のムイッズッダウラが治めるバグダードで宰相ムハッラビーに仕えた。当時のバグダードはエジプト以東のイスラーム世界の人や物が集まる交流点であり、ミスカワイヒはその富と文化的資産を享受した。有力者貴顕の家に出入りして、タウヒーディー、アーミリー、イブン・サァダーン Ibn Saʿdān、 サーヒブ・イブン・アッバード、アブー・スライマーン・マンティキー、バディーウッザマーン、アブー・バクル・フワーリズミーといった多くの文人、知識人と交流した。ミスカワイヒはまた、歴史家タバリーの著作を、タバリーの直接の弟子のひとりについて、よく研究した。
ムハッラビーの没後（963年）、ミスカワイヒはライイ政権のルクヌッダウラの宮廷へ移り、宰相のアブル・ファドル・イブヌル・アミードに7年間仕えた。ヤークートやキフティー、タウヒーディーによると、ミスカワイヒは宰相の蔵書や王国の公文書を補完する図書館の責任者として働き、宰相の息子アブル・ファトフの教育係もつとめた。ミスカワイヒは宰相の蔵書の豊富さを称賛している。966年にビザンツ帝国と戦うためにホラーサーンから遠征してきたイスラーム信仰戦士集団がライイに逗留、戦士たちが図書館で狼藉を働こうとしたため、ミスカワイヒは本と文書を100頭のラクダに積んで運び出し、図書館を破壊から救った。
先代の宰相が970年に亡くなると、ミスカワイヒはその息子のアブル・ファトフに引き続き仕えたとみえ、975年に ルクヌッダウラとブワイフ朝軍に付き従ってバグダードへ行ったという記録がある。その後ミスカワイヒは978年からシーラーズを治めるファールス政権のアドゥドゥッダウラのもとで、財務担当の大臣として働く。かつて仕えたアブル・ファドル・イブヌル・アミードが新しい主の教育係だったと示す史料があるため、アドゥドゥッダウラとミスカワイヒはお互いをよく知っていたはずである。982年にアドゥドゥッダウラが亡くなると、その息子サムサームッダウラ（ライイ政権のアミール）に仕えたようであるが、その兄弟バハーウッダウラ（対立するファールス政権のアミール）に仕えたと伝える史料もあって、詳細は不明である。
982年以後、ライイ政権に入ったという説は、ミスカワイヒがライイ政権の宰相イブン・サァダーン Ibn Saʿdān のナディーム（御伽衆）になったと伝える史料に基づく。イブン・サァダーンは 984-985年（ヒジュラ暦374年）に処刑される。ヤークートが伝えるミスカワイヒの歿年は1030年2月16日、死歿地はイスファハーンとのことであるが、それまでの50年間の足取りは不明である。なお亡くなったとされる時期のイスファハーンはカークワイヒ朝の治世下である。

## 著作
著作は20作ほどあった。著作はすべてアラビア語で書かれている。名前から知りうるように、ミスカワイヒは、おそらく父か祖父の代に改宗が行われた改宗ムスリムであるが、その著書にはイスラームへの宗教的情熱をあらわにするような記載が見当たらない。むしろ、ゾロアスター教の司祭階級（マギ）的教養があったことが推量される。
- Tajārib al-Umam (كتاب تجارب الأمم) - ムスリムが書いた同時代の歴史書として最古の本。ブワイフ朝の宰相ムハッラビーに直接仕えた官僚として、ミスカワイヒは宮廷内で起きた事件を知りうる立場にあった。本書はイスラーム教の始まりから説き始め、アドゥドゥッダウラの治世の最後まで記述する。
- Tahdhib al'Akhlaq wa Tathir al'Araq (تهذيب الأخلاق و تطهير الأعراق) - 学問を志す者たちに向けて倫理哲学について書いた哲学書。ミスカワイヒの主著。
- Kitab al-Hukama al-Khalida (كتاب الحكمة الخالدة) - ペルシア語の著作『永遠の叡智』(ペルシア語: جاویدان خرد) のアラビア語翻訳。題名を Book of Literatures of the Arabs and Persians (كتاب آداب العرب والفرس) とする写本もある。

ミスカワイヒとイフワーン・サファー（純正同胞教団）との関わりを示す同時代史料もあり、その論文集（リサーイル・イフワーン・サファー）にはミスカワイヒが書いた部分もあるという説もある。

## 文献
- Ibn Miskawayh, Aḥmad ibn Muḥammad (1329) (Arabic). Kitāb Tahdhīb al-akhlāq wa-taṭhīr al-aʻrāq. Cairo: al-Maṭbaʻah al-Ḥusaynīyah
- Ibn Miskawaih, Ahmad ibn Muhammad (1917) [1909]. en:Leone Caetani, Leone. ed (アラビア語). The Tajârib al-umam; or, History of Ibn Miskawayh. 5&6. London: Luzac